# Ган
Вижте пояснителната страница за други значения на Ган.
Ган (на френски: Gan) е град в югозападна Франция, част от департамента Пирене Атлантик на регион Нова Аквитания. Населението му е около 5 500 души (2017).
Разположен е на 329 метра надморска височина в подножието на Пиренеите, на 8 километра южно от центъра на град По и на 42 километра северозападно от границата с Испания. Селището е основано през 1335 година от графа на Фоа Гастон II, който му дава името на фламандския град Гент, където е воювал. Днес то е предградие на По с предимно земеделско стопанство, базирано на лозарството и животновъдството, като в града е седалището на „Фамий Мишо Апикюлтьор“, най-голямата фирма за обработка на пчелен мед в света.

## Известни личности
Родени в Ган
- Пиер Еманюел (1916 – 1984), поет
- Пол Констан (1944 – ), писателка